# 索科洛韋 (丘胡伊夫區)
49°42′51″N 36°11′35″E / 49.71417°N 36.19306°E

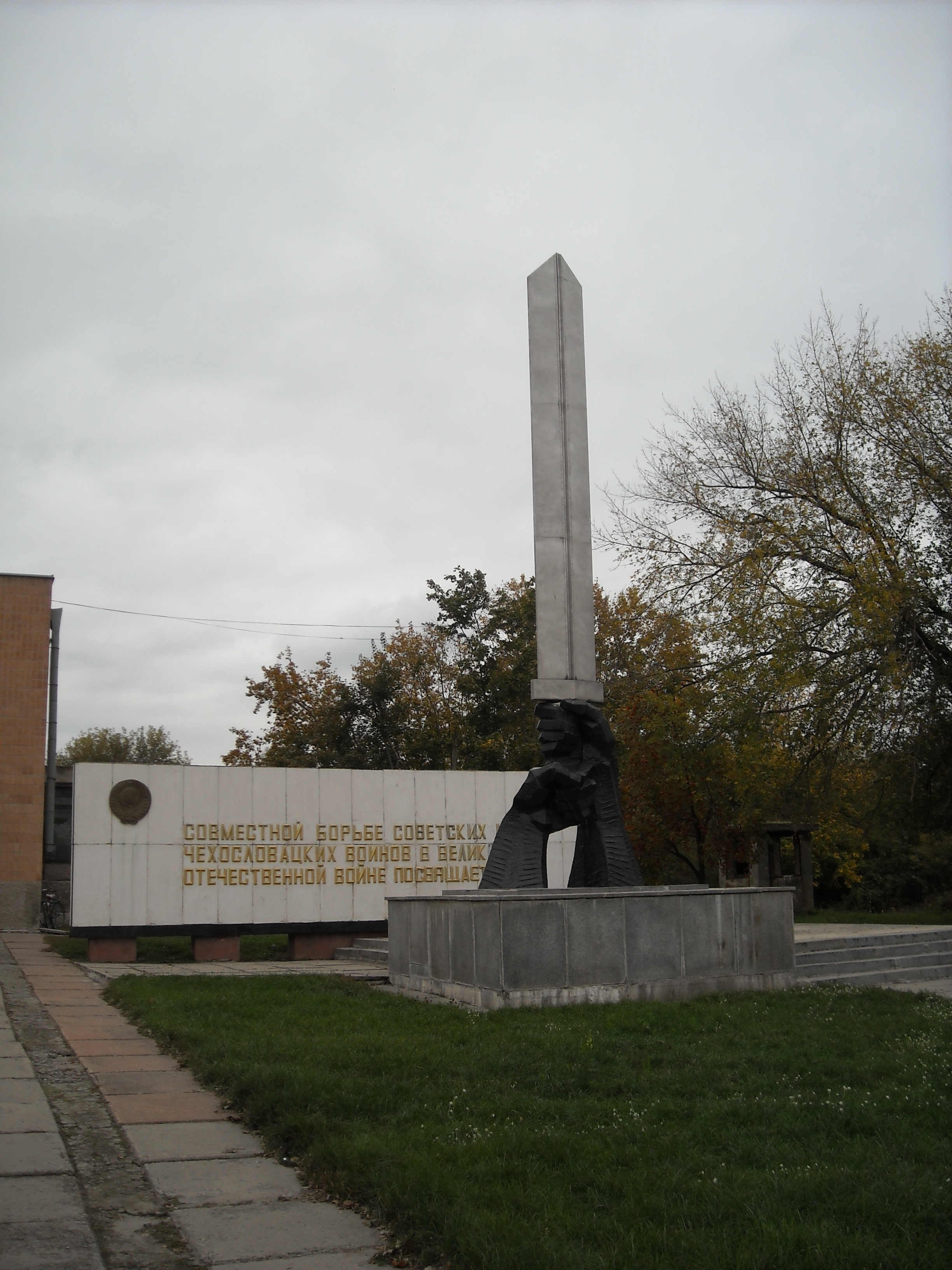

索科洛韋（烏克蘭語：Соколове）是位於烏克蘭東部的村莊，由哈爾科夫州丘胡伊夫区的茲米伊夫市鎮負責管轄。該村始建於1660年，面積3.17平方公里，海拔高度93米，2001年人口1,464，人口密度每平方公里461.5人。